# Stop the War
Stop the War Coalition (StWC), (рус. Коалиция «Останови войну») — некоммерческая организация в Соединённом Королевстве, основанная 21 сентября 2001 года, агитирующая население и ведущая кампании против военных действий западных стран в Афганистане, Ираке и других странах, которые организация называет несправедливыми войнами.
Коалиция выступает против различных войн, которые являются частью так называемой «войны с террором». «Stop the War» — самая известная общественная группа в Англии из всех проводящих кампанию против войн в Афганистане и Ираке. Антивоенный протест 15 февраля 2003 года, который «Stop the War» организовала в сотрудничестве с Кампанией за ядерное разоружение (CND) и Ассоциацией мусульман Великобритании (MAB), считается самой крупной по числу участников демонстрацией в британской истории.

## Формирование
Толчком к формированию Коалиции стали события после террористических актов 11 сентября 2001 года в Соединённых Штатах. Коалиция была образована на общественной встрече при участии более чем 2000 человек в Лондоне под председательством Линдси Джермэн, на тот момент редактора журнала Socialist Review, принадлежащего Социалистической Рабочей партии. Она утверждала, что возможная атака западных армий на Афганистан, которому Запад стал угрожать войной, в случае, если афганское правительство не выдаст Бин Ладена, приведет «к разрушению» этой страны и, «возможно, более широкому пожарищу на всем индийском субконтиненте, в Иране и на Ближнем Востоке». Также выступили на встрече Джереми Корбин (Лейбористская партия, член парламента), Брюс Кент (CND) и Джон Рис (Социалистическая Рабочая партия).
Джерман стала организатором созыва коалиции, и встреча 28 октября определила официальные цели коалиции. Эта встреча также определила Руководящий комитет.

### Руководители
В сентябре Коалицией было решено назначить единого президента и несколько вице-президентов и прочих официальных лиц (Officers), все из которых должны быть избираемыми, и их целями должны быть появления на общественных мероприятиях от имени всей коалиции.

## Основные идеи

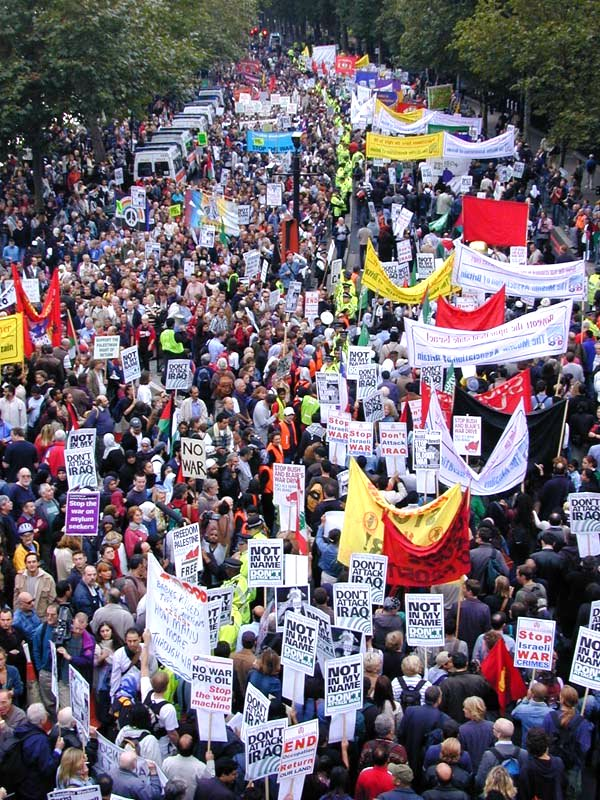
Баннеры протестующих

Слово 'Война' (War) в названии организации относится ко всем войнам, которые являются частью продолжающейся так называемой войны с терроризмом.
Как только стало известно о планах относительно вторжения в Ирак, коалиция стала использовать лозунг «Not in my name» («Не от моего имени»).
Коалиция также приняла лозунг «Против расистской реакции» («англ. Against the racist backlash»), утверждая, что война против Афганистана будет воспринята как нападение на ислам и что мусульмане, или принятые за мусульман граждане, могут подвергнуться расистским нападениям в Великобритании, если английское правительство присоединится к войне. Коалиция работала в тесном сотрудничестве с Ассоциацией мусульман Великобритании по вопросу организации совместных демонстраций.
У коалиции также есть лозунг «Защитим гражданские свободы» (англ. Defend civil liberties). Она проводит кампании против таких действий английского правительства, как арест демонстрантов и прочих лиц без санкций суда и других подобных изменений в законах Британии, которые были введены правящей в 2000-х годах Лейбористской партией Великобритании.

## Демонстрации
Самой большой демонстрацией, организованной Коалицией, является демонстрация 15 февраля 2003 года. Считается, что она была самой большой в истории Великобритании, по разным оценкам, число протестующих колебалось между 750 000 и 2 000 000 человек. На ней выступили Тони Бенн, Джесси Джексон, Чарльз Кеннеди, Кен Ливингстон и Гарольд Пинтер.

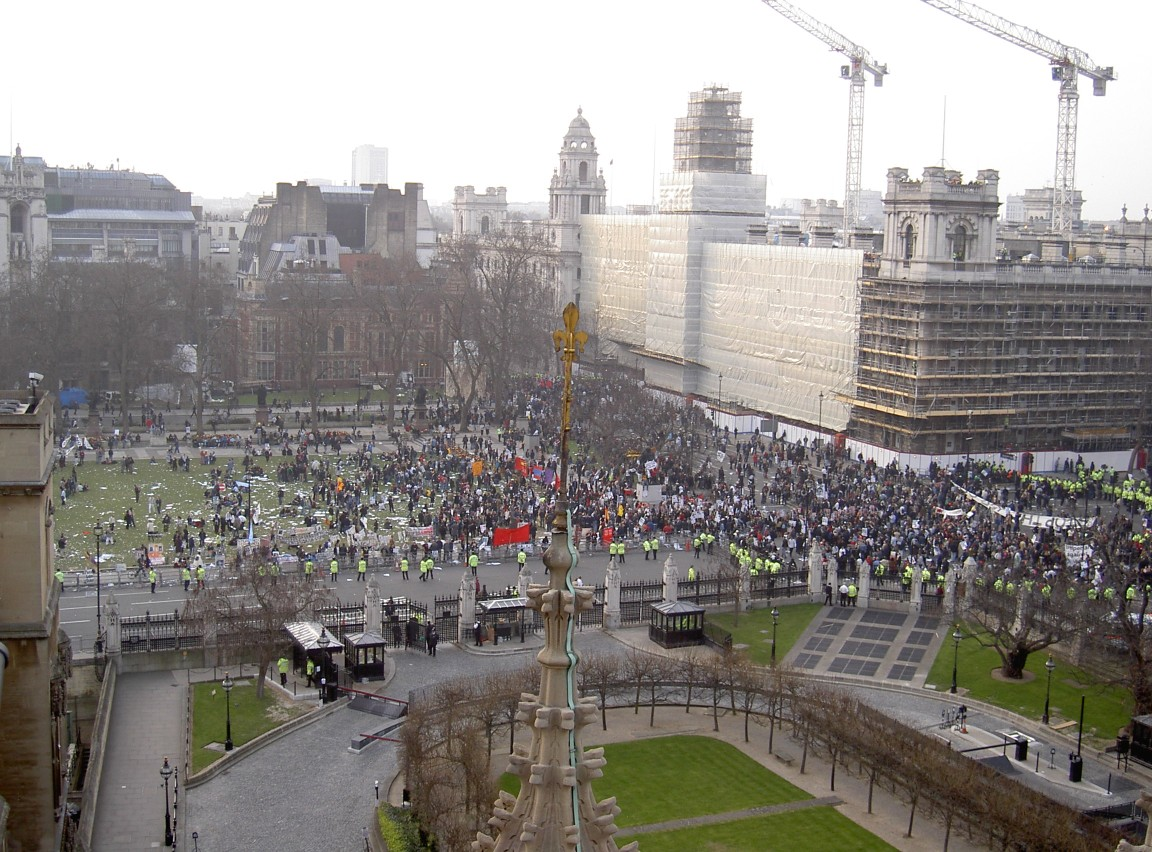
Вид на демонстрацию «Дня X» с крыши палаты общин

Поскольку военная подготовка Великобритании к войне в Ираке продолжалась, StWC убеждала свои группы на местах организовать протестные действия в день, когда начнется вторжение в Ирак. Поскольку эта дата была по очевидным причинам неизвестна заранее, она была определена активистами условно: антивоенный протест назначили на 20 марта 2003 года. Несмотря на очень небольшой срок, чтобы привести планы в действие, акции прошли по всей стране: в Лондоне на Парламентской площади был большой протест; в Ноттингеме активисты перекрыли движение около офиса армейской вербовки; большое количество ноттингемских школьников ушли с уроков в знак протеста против войны.
После начала вторжения в Ирак Коалиция организовывала другую национальную демонстрацию, уже в субботу, 22 марта. По их подсчетам собралось около 500 000 человек, но Кампания за ядерное разоружение (CND), которая поддержала протест, заявила о меньшей цифре — 300 000, тем не менее акция стала крупнейшей антивоенной демонстрацией в истории Англии, проведённой в военное время (двухмиллионный протест 15 февраля состоялся до атаки на Ирак), и была организована с уведомлением потенциальных участников лишь за неделю до её начала.

## Действия после начала войны с Ираком
Коалиция провела ряд протестов в течение ноября 2003 года, достигнув кульминации на марше 20-го числа, который проводился под лозунгами против (по их словам) агрессивной внешней политики американского президента Джорджа Буша и против заключения граждан в тюрьме на базе США в Гуантанамо, что, по мнению протестующих, незаконно и является нарушением прав человека и Женевских конвенций. Марш начался у дома парламента Великобритании и завершился на Трафальгарской площади. Статуя из папье-маше, изображающая Буша-младшего, была свалена с постамента, имитируя показанное по телевидению сбрасывание статуи Саддама Хусейна в Багдаде американскими солдатами. Среди ораторов был член парламента Джордж Галлоуей (на тот момент член Лейбористской партии, исключённый после и вступивший в партию Respect), лидер Шотландской национальной партии Алекс Сэлмонд и ветеран войны во Вьетнаме Рон Ковик.
Коалиция оценивает количество демонстрантов в 300 000 человек, но полиция выступила в прессе с опровержением, заявив, что было насчитано только 100 000 человек.
19 марта 2005 года StWC организовала большую демонстрацию в Вестминстере, пройдя со своими сторонниками от Гайд-парка к Парламентской площади мимо американского посольства. Сторонники призывали, чтобы вторгшиеся в Ирак войска вернулись домой, призывая США, Израиль и другие страны Запада отказаться от планов военных атак на Иран и Сирию, скандируя лозунги против расизма, а также призывая британское правительство остановить нападки на гражданские свободы британцев, включая право на протесты и право на честное правосудие (которое, как они утверждают, у них отобрали, введя закон о предотвращении терроризма 2005 года и закон 2005 года об организованной преступности, по которым возможен арест граждан без судебного решения на срок в один месяц и более), и для сокращения расизма в Великобритании.
Дата 19 марта была выбрана потому, что этот день являлся международным днем антивоенных демонстраций. По мнению коалиции, в демонстрации приняло участие от 100 000 до 200 000 человек. Полиция снова обратилась в прессе со своей цифрой — 45 000. Протест был существенным явлением в жизни Англии, поскольку это был первый раз, когда претензии политических демонстрантов обрушились на американское посольство в Лондоне. До этого в последний раз в Англии антиамериканские протесты шли лишь во время войны во Вьетнаме
.
Позже, в 2005 году, StWC стремилась присоединиться к движению «Сделаем бедность историей» (en:Make Poverty History) — коалиции из групп активистов, проводящих кампанию вокруг 31-го заседания G8, проведённого в июле того же года в Эдинбурге, но руководство «Сделаем бедность историей» отказалось на том основании, что проблемы экономического развития не являются проблемами войны и мира. Однако активисты StWC все равно присоединились к протестам в Эдинбурге 2 июля и некоторые участники кампании сотрудничали на локальном уровне. Им также удалось договориться о общем собрании в парке города после марша. Считается, что StWC не давали присоединиться к коалиции «Сделаем бедность историей» потому, что организаторы хотели избежать радикальной критики Лейбористской партии Великобритании, которая звучала от членов StWC. В это время другая антивоенная группа, организация-участница коалиции StWC — «Кампания за ядерное разоружение» (CND) — получила разрешение от руководства «Сделаем бедность историей» присоединиться к их акциям.

### Взрывы в Лондоне
После взрывов в Лондоне 7 июля 2005 года StWC в сотрудничестве с CND и Ассоциацией мусульман Великобритании поддержала своим прямым участием акции в память жертв в Peace Garden в Лондоне в субботу, 9 июля 2005 года и акции солидарности 17 июля 2005 года, в Рассел Сквере, у одной из станций метро, где был взрыв в воскресенье. Организатор собраний StWC Линдси Джермэн осудила взрывы, но добавила, что «единственный способ остановить взрывы — это уйти из Афганистана, Ирака и Палестины. Когда у нас будет справедливость во всем мире, у нас будет и мир». StWC также поддерживала акции памяти жертв по всей стране.
10 декабря 2005 года StWC провела конференцию en:International Peace Conference, которую посетили приблизительно 1500 человек. В числе участников со всех концов мира были Синди Шихан, мать американского солдата, погибшего в Ираке, и Хасан Джума, президент иракского Южного союза рабочих нефтяной промышленности. На этой конференции было заявлено требование о международной демонстрации 18 марта 2006 года. Протест 18 марта 2006 года в Лондоне поддержали приехавшие со всех концов страны.

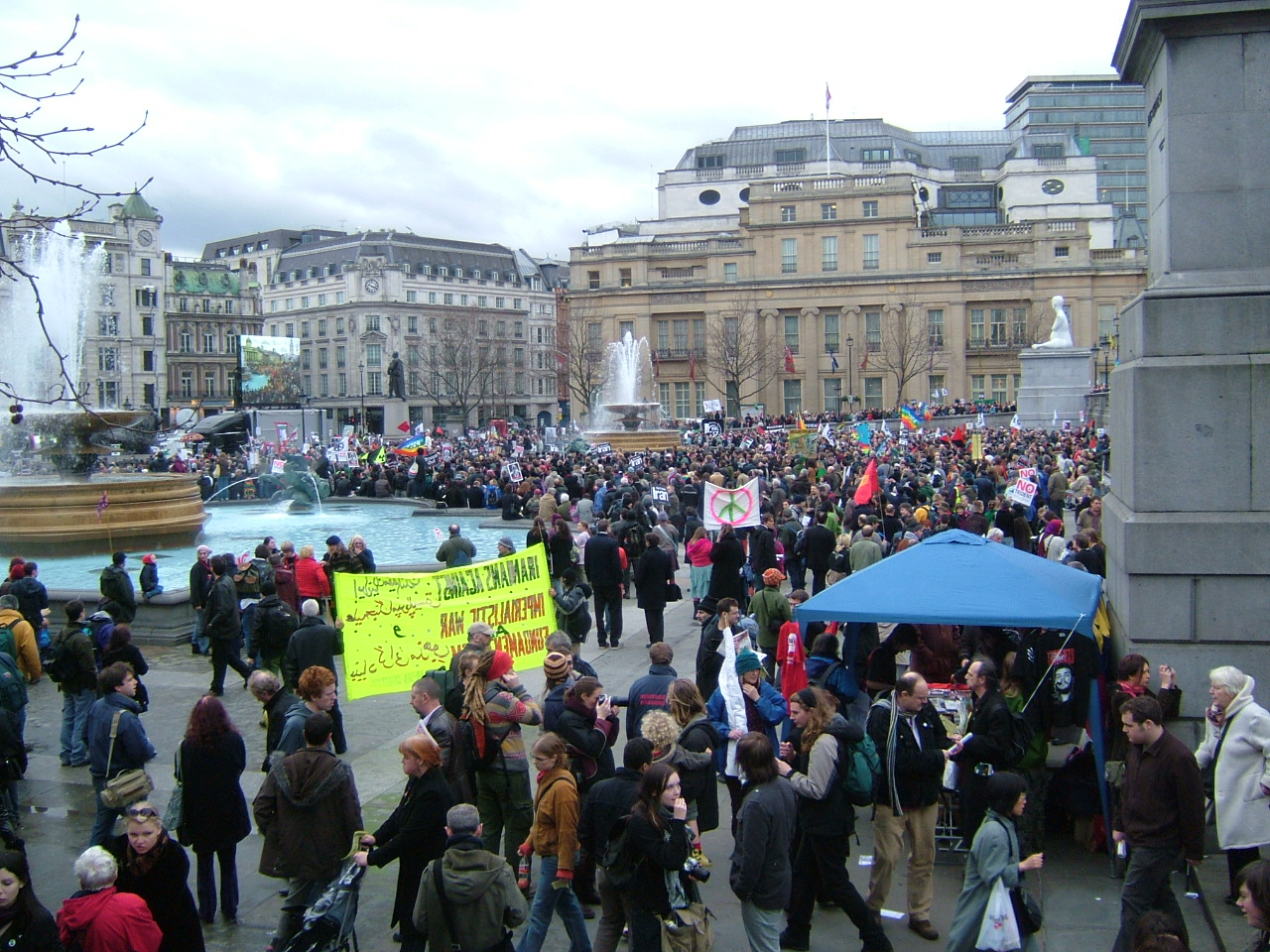
Выступления на Трафальгарской площади

### Протесты против G20 1-2 апреля 2009 года
Марш от посольства Соединённых Штатов на Grosvenor Square к Трафальгарской площади 1 апреля 2009 года свел вместе протестующих из Stop the War Coalition, Palestine Solidarity Campaign, British Muslim Initiative и Кампании за ядерное разоружение.

### Оппозиция Дню Вооруженных сил
StWC обвинял правительство в том, что оно использует недавно созданный День вооружённых сил Великобритании (27 июня 2009 года) как пропагандистский инструмент, чтобы позитивно представить своё участие в войнах.

### Антивоенное заявление 2022 года
«Организация „Остановить войну“ выступает против любой войны из-за Украины и считает, что кризис должен быть урегулирован на основе признания права украинского народа на самоопределение и учета интересов безопасности России». Однако, руководство Лейбористской партии пригрозило отозвать поддержку 11 лейбористским депутатам, подписавшим письмо. 11 депутатов от Лейбористов отозвали подпись.

## Критика организации
Критики Коалиции объявили, что Социалистическая рабочая партия Великобритании имеет слишком большой контроль над организацией. Коалиция была раскритикована за то, что она недостаточно сильно критиковала Саддама Хусейна, и за принятие в свои ряды Джорджа Галлоуэя.

## Известные участники
- Тарик Али — вице-президент StWC, антиимпериалист, автор книг
- Тони Бенн — президент StWC, бывший член парламента и член кабинета министров
- Эндрю Берджин, пресс-секретарь
- Луиза Кристиан[англ.] — вице-президент StWC, адвокат
- Кэти Кларк[англ.] — член парламента от Лейбористской партии
- Джереми Корбин — лидер Лейбористской партии
- Там Далиелл[англ.] — вице-президент StWC, бывший член парламента от Лейбористской партии
- Джордж Галлоуей — вице-президент StWC, член парламента от партии Respect
- Линдси Джерман[англ.], организатор собраний StWC, Социалистическая Рабочая партия, кандидат в мэры Лондона от партии Respect
- Кейт Гудзон[англ.] — председатель движения Кампания за ядерное разоружение(CND)
- Кэролайн Лукас[англ.] — вице-президент StWC, партия «Зелёных» Англии и Уэльса, член парламента
- Элис Мэхон[англ.] — вице-президент StWC, бывший член парламента от Лейбористской партии
- Эндрю Мюррей[англ.] — Коммунистическая партия Великобритании
- Крис Найнхэм[англ.] — член Центрального комитета SWP
- Джон Рис[англ.] — член Центрального комитета SWP, Национальный секретарь партии Respect
- Кит Соннет — вице-президент StWC, заместитель генерального секретаря профсоюза UNISON (англ. UNISON)
- Вальтер Вольфганг[англ.] — вице-президент CND и член Исполнительного комитета Лейбористской партии
- Салма Якуб — бывший член совета Бирмингемского муниципалитета, член-учредитель Respect

## В массовой культуре
StWC упомянута в книге 2004 года Сью Таунсенд «Адриан Моул и оружие массового поражения». В сатирической истории главный герой Адриан Моул пишет письмо Тони Блэру в попытке вернуть залог после отмены отпуска на Кипре из-за заявления правительства Блэра, что Ирак может напасть на Кипр. Моул написал премьер-министру после того, как агент из его агентства путешествий отказался возвратить его залог, и Моул заподозрил, что этот агент ушёл на демонстрации StWC, а не «отошёл от своего стола», как ему сказали в офисе.